# Ксенократ Афродисийский
Ксенократ Афродисийский (греч. Ξενοκράτης) — греческий врач I века н. э. из карийского города Афродисиады.
Автор книги «О съедобных морских животных» (др.-греч. Περὶ τῆς ἀπὸ τῶν ἐνύδρων τροφῆς, около 70), переизданной К. Геснером в 1559 и Ю. Л. Иделером в 1842 (в сборнике «Physici et medici graeci minores», т. I).